# Macropsis castanicolor
Macropsis castanicolor är en insektsart som beskrevs av Dlabola 1958. Macropsis castanicolor ingår i släktet Macropsis och familjen dvärgstritar. Inga underarter finns listade i Catalogue of Life.